# Streets (Kensington)
Streets is een single van Kensington. Het is de eerste single van het dan nog te verschijnen studioalbum Rivals.

## Hitnoteringen
Het plaatje, een digital download, verkocht voornamelijk in het begin goed. Streets was terug te vinden in de beide Nederlandse hitparades. Het aantal weken in de top 40 bedroeg elf tegenover vijfendertig weken (14.12.2014) in de top 100. De verkoop leverde op dat er meer dan 30.000 exemplaren zijn verkocht, zijnde de platinastatus.
Voordat de verkoop op gang kwam, was het alarmschijf en 3FM Megahit.

### Nederlandse Top 40
| Positie: | 29 | 27 | 22 | 24 | 27 | 27 | 28 | 32 | 32 | 37 | 40 | Uit |

### NederlandseSingle Top 100
| Hitnotering: (week 1 t/m 30) 12-04-2014 t/m 01-11-2014 Hitnotering: (week 31 t/m 40) 06-12-2014 t/m 07-02-2015 | Hitnotering: (week 1 t/m 30) 12-04-2014 t/m 01-11-2014 Hitnotering: (week 31 t/m 40) 06-12-2014 t/m 07-02-2015 | Hitnotering: (week 1 t/m 30) 12-04-2014 t/m 01-11-2014 Hitnotering: (week 31 t/m 40) 06-12-2014 t/m 07-02-2015 | Hitnotering: (week 1 t/m 30) 12-04-2014 t/m 01-11-2014 Hitnotering: (week 31 t/m 40) 06-12-2014 t/m 07-02-2015 | Hitnotering: (week 1 t/m 30) 12-04-2014 t/m 01-11-2014 Hitnotering: (week 31 t/m 40) 06-12-2014 t/m 07-02-2015 | Hitnotering: (week 1 t/m 30) 12-04-2014 t/m 01-11-2014 Hitnotering: (week 31 t/m 40) 06-12-2014 t/m 07-02-2015 | Hitnotering: (week 1 t/m 30) 12-04-2014 t/m 01-11-2014 Hitnotering: (week 31 t/m 40) 06-12-2014 t/m 07-02-2015 | Hitnotering: (week 1 t/m 30) 12-04-2014 t/m 01-11-2014 Hitnotering: (week 31 t/m 40) 06-12-2014 t/m 07-02-2015 | Hitnotering: (week 1 t/m 30) 12-04-2014 t/m 01-11-2014 Hitnotering: (week 31 t/m 40) 06-12-2014 t/m 07-02-2015 | Hitnotering: (week 1 t/m 30) 12-04-2014 t/m 01-11-2014 Hitnotering: (week 31 t/m 40) 06-12-2014 t/m 07-02-2015 | Hitnotering: (week 1 t/m 30) 12-04-2014 t/m 01-11-2014 Hitnotering: (week 31 t/m 40) 06-12-2014 t/m 07-02-2015 | Hitnotering: (week 1 t/m 30) 12-04-2014 t/m 01-11-2014 Hitnotering: (week 31 t/m 40) 06-12-2014 t/m 07-02-2015 | Hitnotering: (week 1 t/m 30) 12-04-2014 t/m 01-11-2014 Hitnotering: (week 31 t/m 40) 06-12-2014 t/m 07-02-2015 | Hitnotering: (week 1 t/m 30) 12-04-2014 t/m 01-11-2014 Hitnotering: (week 31 t/m 40) 06-12-2014 t/m 07-02-2015 | Hitnotering: (week 1 t/m 30) 12-04-2014 t/m 01-11-2014 Hitnotering: (week 31 t/m 40) 06-12-2014 t/m 07-02-2015 | Hitnotering: (week 1 t/m 30) 12-04-2014 t/m 01-11-2014 Hitnotering: (week 31 t/m 40) 06-12-2014 t/m 07-02-2015 | Hitnotering: (week 1 t/m 30) 12-04-2014 t/m 01-11-2014 Hitnotering: (week 31 t/m 40) 06-12-2014 t/m 07-02-2015 | Hitnotering: (week 1 t/m 30) 12-04-2014 t/m 01-11-2014 Hitnotering: (week 31 t/m 40) 06-12-2014 t/m 07-02-2015 | Hitnotering: (week 1 t/m 30) 12-04-2014 t/m 01-11-2014 Hitnotering: (week 31 t/m 40) 06-12-2014 t/m 07-02-2015 | Hitnotering: (week 1 t/m 30) 12-04-2014 t/m 01-11-2014 Hitnotering: (week 31 t/m 40) 06-12-2014 t/m 07-02-2015 | Hitnotering: (week 1 t/m 30) 12-04-2014 t/m 01-11-2014 Hitnotering: (week 31 t/m 40) 06-12-2014 t/m 07-02-2015 | Hitnotering: (week 1 t/m 30) 12-04-2014 t/m 01-11-2014 Hitnotering: (week 31 t/m 40) 06-12-2014 t/m 07-02-2015 |
| Week: | 1 | 2 | 3 | 4 | 5 | 6 | 7 | 8 | 9 | 10 | 11 | 12 | 13 | 14 | 15 | 16 | 17 | 18 | 19 | 20 | 21 |
| --- | --- | --- | --- | --- | --- | --- | --- | --- | --- | --- | --- | --- | --- | --- | --- | --- | --- | --- | --- | --- | --- |
| Positie: | 32 | 19 | 25 | 25 | 26 | 35 | 36 | 40 | 43 | 43 | 59 | 51 | 37 | 39 | 47 | 54 | 58 | 58 | 35 | 38 | 54 |
| Week: | 22 | 23 | 24 | 25 | 26 | 27 | 28 | 29 | 30 | | 31 | 32 | 33 | 34 | 35 | 36 | 37 | 38 | 39 | 40 | |
| Positie: | 57 | 54 | 61 | 72 | 57 | 80 | 80 | 94 | 96 | uit | 59 | 71 | 95 | 100 | 75 | 77 | 74 | 64 | 87 | 95 | uit |

### BelgischeVRT Top 30/ VlaamseUltratop 50
Het nummer kwam in Vlaanderen niet verder dan de tipparade.

### NPO Radio 2 Top 2000
| Nummer met noteringen in de NPO Radio 2 Top 2000 | '14 | '15 | '16 | '17 | '18 | '19 | '20 | '21 | '22 | '23 | '24 |
| ------------------------------------------------ | --- | --- | --- | --- | --- | --- | --- | --- | --- | --- | --- |
| Streets                                          | 581 | 151 | 152 | 294 | 334 | 287 | 373 | 401 | 447 | 586 | 662 |

1. ↑  Een vetgedrukt getal geeft de hoogste notering aan.
2. ↑  2014 was het eerste jaar met een notering voor dit nummer.

Eloi Youssef · Casper Starreveld · Niles Vandenberg · Jan Haker